# Bent Nyegaard
Bent Nyegaard (født 13. december 1951 i Odense) er en tidligere håndboldspiller, håndboldtræner og nuværende håndboldkommentator/-ekspert på TV 2.
I sin tid som aktiv spillede han håndbold i Odense KFUM i starten af 1970'erne. Senere skiftede han til en trænerrolle, hvor han bl.a. har stået i spidsen for GOG, Ribe HK og Team Tvis Holstebro. Hos førstnævnte nåede han at vinde fem pokaltitler og fire danmarksmesterskaber med klubbens kvinder og mænd, før han i 2004 blev træner i Team Tvis Holstebro. Et job, som han besad, indtil han blev fuldtidsansat på TV 2 i 2007. Bent Nyegaard stoppede som landsholdskommentator efter OL i 2024.